# Get Inside
"Get Inside" é uma canção escrita e gravada pela banda Stone Sour.
É o single de estreia do álbum de estreia lançado a 27 de Agosto de 2002, Stone Sour.